# Баки Барнс (киновселенная Marvel)
Джеймс Бью́кенан Барнс (англ. James Buchanan Barnes), более известный как Ба́ки Барнс (англ. Bucky Barnes) — персонаж медиафраншизы «Кинематографическая вселенная Marvel» (КВМ), основанный на одноимённом персонаже Marvel Comics, широко известный под прозвищем «Зи́мний солда́т» (англ. Winter Soldier), а затем «Бе́лый Волк» (англ. White Wolf).
Барнс является лучшим другом детства Стива Роджерса, который служил вместе с ним во время Второй мировой войны, прежде чем организация «Гидра» захватывает его внедряет ему в голову программу «Зимний солдат», стирает память и превращает его в суперсолдата и убийцу по прозвищу «Зимний солдат». В конечном счёте его излечивают от заложенной в нём программы «Гидры» в Ваканде. Позже он начинает сотрудничать с Сэмом Уилсоном после ухода Роджерса на пенсию, поддерживая его в качестве нового Капитана Америки.
Роль Баки Барнса в КВМ исполняет американский актёр Себастиан Стэн. Впервые Барнс появляется в фильме «Первый мститель» (2011) и в дальнейшем становится одной из второстепенных фигур в КВМ, появившись в девяти фильмах, включая сцены после титров в фильмах «Человек-муравей» (2015) и «Чёрная пантера» (2018) и камео в фильме «Капитан Америка: Новый мир» (2025), а также в мини-сериале «Сокол и Зимний солдат» (2021).
Альтернативные версии Барнса из мультивселенной появляются в анимационном сериале «Что, если…?» (2021), где их озвучивает Себастиан Стэн.

## Концепция, создание и характеризация
Когда Джо Саймон создал свой первый эскиз Капитана Америки для предшественника Marvel Comics, Timely Comics, в 1940 году, он включил в него молодого помощника. «Парня-компаньона звали просто Баки, в честь моего друга Баки Пирсона, звезды нашей школьной баскетбольной команды», — сказал Саймон в своей автобиографии. После дебюта персонажа в «Captain America Comics» #1 (март 1941), Баки Барнс появлялся рядом с главной звездой практически в каждой истории в этой публикации и других сериях от Timely, а также был частью команды «Молодые союзники». Появления Стива Роджерса в живом кино и телесериалах начались через несколько лет после его создания, а художественный фильм 1990 года оказался критическим и финансовым провалом, но ни в одной из этих адаптаций не было персонажа Баки.
В 2005 году Marvel запустила новую серию «Captain America» (том 5) с автором Эдом Брубейкером, который показал, что Баки не погиб во Второй мировой войне. Выяснилось, что после взрыва самолёта генерал Василий Карпов и экипаж российской патрульной подводной лодки обнаружили тело Баки, сохранившееся в холодном состоянии, хотя и с отрезанной левой рукой. Баки был восстановлен в Москве, но в результате взрыва получил повреждение головного мозга и амнезию. Учёные прикрепили бионическую руку, периодически обновляя её по мере совершенствования технологий. Его запрограммировали быть советским наёмным убийцей для Отдела Икс, под кодовым названием «Зимний солдат», и его отправляли на секретные задания по мокрому делу, и он становился всё более безжалостным и эффективным, когда он убивает во имя государства.
В середине 2000-х годов Кевин Файги понял, что Marvel по-прежнему владеет правами на основных персонажей Мстителей, в число которых входил Капитан Америка и связанные с ним персонажи. Файги, будучи самопровозглашённым «фанатом», мечтал создать общую вселенную точно так же, как авторы Стэн Ли и Джек Кёрби сделали со своими комиксами в начале 1960-х годов. В 2005 году Marvel получила инвестиции в размере $525 миллионов от Merrill Lynch, что позволило им самостоятельно выпустить десять фильмов, включая про Капитана Америку. Paramount Pictures согласилась заниматься дистрибуцией фильма. В апреле 2010 года Себастиан Стэн, который упоминался в СМИ в качестве возможного претендента на главную роль в фильме «Первый мститель», получил роль Баки Барнса. Стэн заключил контракт на появление в нескольких фильмах.
История происхождения Баки Барнса соответствует истории из комиксов, особенно из Ultimate Marvel для некоторых элементов, таких как взросление в Бруклине и то, что Баки был лучшим другом детства Стива Роджерса, а не молодым помощником, которого он встретил позже, но после этого истории расходятся, причём «Зимний солдат играет большую роль, которая отличается от комиксов». В комиксах Стив Роджерс убит после событий сюжетной линии «Гражданской войны», что привело к тому, что Баки Барнс стал следующим Капитаном Америкой. В КВМ Роджерс переживает «Гражданскую войну», в конце концов передав звание Капитана Америки Сэму Уилсону в фильме «Мстители: Финал».

### Характеризация
В фильме «Первый мститель» Барнс является сержантом армии США, лучшим другом Стивом Роджерса и членом его отряда коммандос. Стэн подписал контракт на «пять или шесть картин». Он признался, что ничего не знал о комиксах, но смотрел много документалок и фильмов о Второй мировой войне, готовясь к роли, сказав, что «Братья по оружию» «очень помогли». О роли Стэн сказал: «Стив Роджерс и Баки оба сироты и вроде как братья. Они вроде как растут вместе и заботятся друг о друге. Это очень человеческая, понятная всем вещь… Я также хотел посмотреть, как меняются их отношения, когда Стив Роджерс становится Капитаном Америкой. Всегда есть конкуренция, и они всегда превосходят друг друга. Я уделял внимание тому, как на Баки влияет изменение Стива, и внезапно Стив становится этим лидером».
Баки вновь появляется в фильме «Первый мститель: Другая война» в качестве усиленного убийцы с промытыми мозгами после того, как он предположительно погиб в бою во время Второй мировой войны. По поводу персонажа продюсер Кевин Файги: «Зимний солдат методично, почти роботизированно выполнял приказы в течение 70 лет». Стэн сказал, что, несмотря на его контракт на девять картин с Marvel Studios, включая его появление в «Первом мстителе», он не был уверен, что Баки вернётся в ближайшее время, и только услышал официальное название сиквела «Зимний солдат» от друга, посещавшего San Diego Comic-Con. Стэн выдержал пять месяцев физической подготовки, чтобы подготовиться к этой роли, и провёл историческое исследование, заявив: «Я с головой окунулся во всё связанное с холодной войной. Я изучил всё про КГБ. Я просмотрел все виды шпионских фильмов и все виды документальных фильмов о том времени и о том, о чём это было. Я хватался за всё, что было связано с тем периодом времени. Всё о промывании мозгов». Стэн также ежедневно тренировался с пластиковым ножом, чтобы иметь возможность выполнять трюки с ножом Зимнего солдата без помощи каскадёра. По поводу перехода Баки в Зимнего солдата, Стэн сказал: «Знаете, правда в том, что, хотя он выглядит совсем по-другому и в нём много чего другого, это всё равно исходит от одного и того же человека. Я думаю, вы увидите это, несмотря ни на что. Я думаю, что часть моей цели состояла в том, чтобы удостовериться в том, что вы видите расширение этой версии, но в каком-то смысле просто другой цвет той же версии. Я думаю, что он всё тот же парень; он сделан из той же ткани». Стэн заявил, что, по его мнению, введение персонажа в «Другой войне» было «предварительным просмотром этого парня», и что большое количество аспектов персонажа изучаются в сиквеле фильма, «Первый мститель: Противостояние».
Это изображение продолжается в фильме «Первый мститель: Противостояние» как смесь Барнса и Зимнего солдата, и Стэн при этом сказал: «Вот этот парень, когда вы объединяете их. Вот что получилось. Для меня он никогда больше не будет Баки Барнсом. В нём будут узнаваемые вещи, но его путь через [опыт] Зимнего солдата всегда будет там, преследуя его». Из-за этого у персонажа в фильме больше реплик, чем в «Другой войне». В фильме «Чёрная пантера», Себастьян Стэн появляется в сцене после титров, вновь исполняя роль Барнса, и Шури помогает ему избавиться от программы «Гидры». В фильме «Мстители: Война бесконечности» жители Ваканды, которые помогли Барнсу избавиться от программы «Гидры», дали ему имя Белый Волк. Барнс стал одним из многих персонажей, которых уничтожил Танос с помощью Перчатки Бесконечности в конце Войны бесконечности, который затем возвращается, чтобы принять участие в финальной битве в конце фильма «Мстители: Финал».

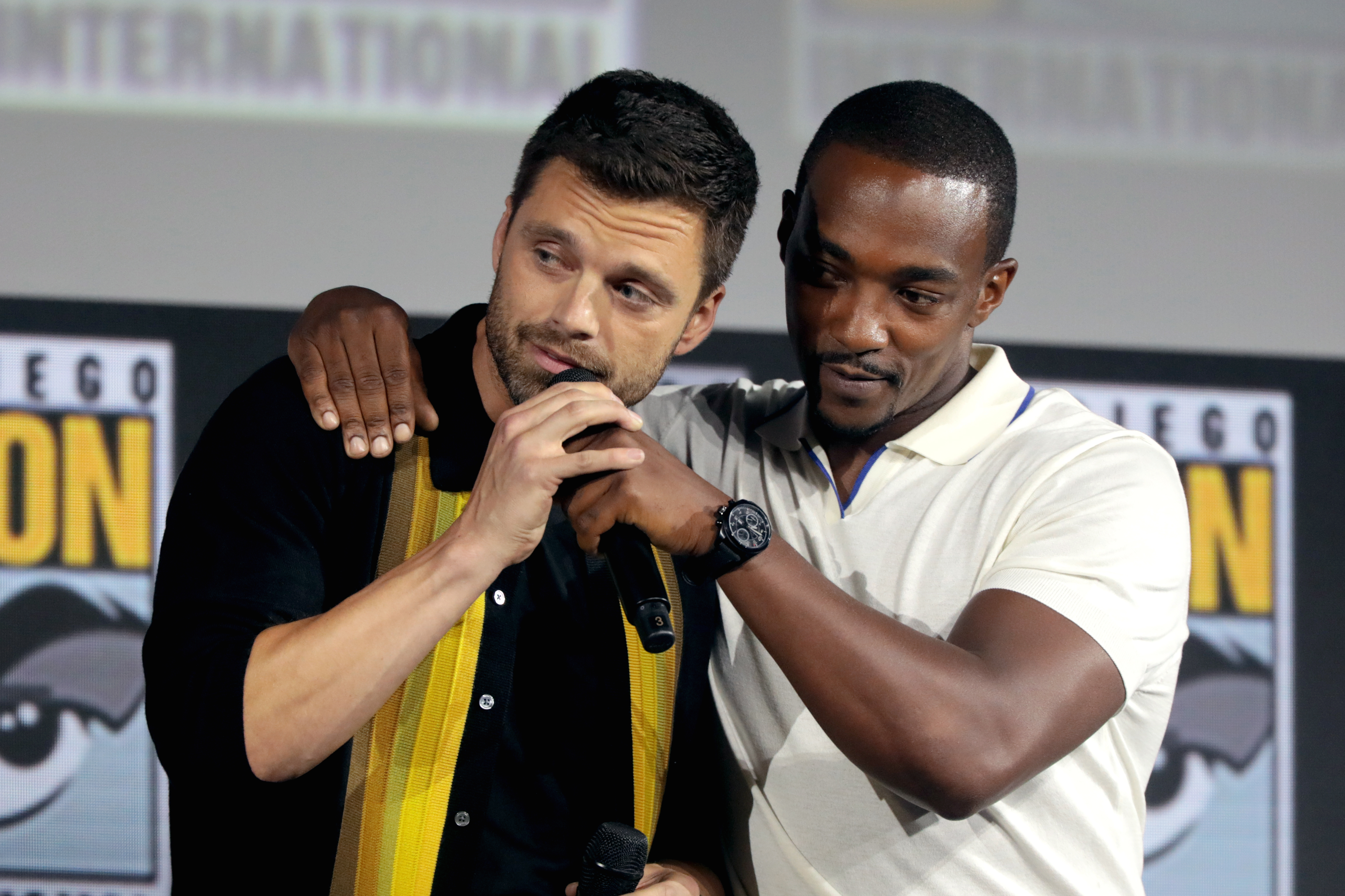
Себастиан Стэн и Энтони Маки на ComicCon 2019 по случаю «Сокола и Зимнего солдата».

Персонаж вернулся в американском мини-сериале «Сокол и Зимний солдат» (2021), созданном для Disney+ Малкольмом Спеллманом на основе одноимённых персонажей. События сериала происходят через шесть месяцев после событий фильма «Мстители: Финал». Производством сериала занималась Marvel Studios, и главным сценаристом стал Спеллман, а режиссёром стала Кари Скогланд. Энтони Маки и Себастиан Стэн вновь исполняют свои соответствующие роли Сокола и Зимнего солдата из серии фильмов. Даниэль Брюль, Эмили Ванкэмп и Уайатт Рассел также играют главные роли. По состоянию на сентябрь 2018 года Marvel Studios разрабатывала ряд мини-сериалов для Disney+, в центре которых были второстепенные персонажи из фильмов КВМ, а в октябре Спеллман был нанят для написания сценария к одному из них о Соколе и Зимнем солдате. Сериал был официально подтверждён в апреле 2019 года, как и участие Маки и Стэна. Скогланд была нанята в следующем месяце. Съёмки начались в октябре 2019 года в Атланте, Джорджия, и были приостановлены в марте 2020 года из-за пандемии COVID-19.

## Биография персонажа

### Ранняя жизнь и Вторая мировая война
Джеймс Барнс родился 10 марта 1917 года и с самого детства стал лучшим другом Стива Роджерса. Во многих случаях, Барнс защищает Роджерса от хулиганов. Во время Второй мировой войны, Барнс призывается в армию США, в то время как Роджерса отстраняют от службы из-за его многочисленных заболеваний. Барнс сражается в Европе, в то время как доктор Абрахам Эрскин выбирает Роджерса для Программы «Суперсолдат», и тот становится Капитаном Америкой.
В 1943 году, во время тура в Италии, выступая перед действующими военнослужащими, Роджерс узнаёт, что подразделение Барнса пропало без вести после боя против нацистских войск Иоганна Шмидта. Отказываясь верить, что Барнс мёртв, Роджерс просит Пегги Картер и инженера Говарда Старка отправить его в тыл врага, чтобы предпринять одиночную попытку спасения. Роджерс проникает в крепость нацистского научной организации Шмидта «Гидра» и освобождает Барнса и других заключённых. Барнс становится частью элитного подразделения, собранного Роджерсом под названием «Воющие Коммандос», участвуя в многочисленных миссиях против «Гидры» и нацистов. Однако во время одной из таких миссий Барнс падает с поезда и, по-видимому, погибает.

### Наёмный убийца «Гидры»
Эксперименты «Гидры» на Барнсе позволили ему пережить падение, и его вновь захватывает ячейка «Гидры» уже из Советского Союза, где его пытает и промывает мозги нацистский учёный Арним Зола, и внедряет в голову Барнса программу «Зимний солдат», делая его наёмным убийцей по прозвищу «Зимний солдат» — суперсолдатом с контролируемым разумом и с кибернетической рукой. В течение 20-го века Барнс совершает многочисленные убийства и террористические акты по всему миру, в том числе убийство Джона Кеннеди, как средство для создания «Гидрой» единого мирового правительства под их контролем. В перерывах между миссиями, Барнса погружают в анабиоз. Во время Корейской войны Барнс сталкивается с американским суперсолдатом Исайей Брэдли в Кояне, в результате чего половина его кибернетической руки уничтожается во время их схватки.
В 1991 году Барнс, с активированной программой «Зимний солдат», убивает Говарда и Марию Старк, и подстраивает их убийство за автомобильную аварию, во время которой он крадёт ящик сыворотки суперсолдат из их машины, однако его фиксирует камера видеонаблюдения.
В 2014 году Ник Фьюри попадает в засаду участников организации «Гидра» во главе с Барнсом, всё ещё действующим по программе «Зимний солдат», в результате чего Ник Фьюри сбегает к Стиву Роджерсу, и сообщает ему о том, что «Щ.И.Т.» скомпрометирован. Барнс стреляет в Ника Фьюри и сбегает. Роджерс, Наташа Романофф и Сэм Уилсон попадают в засаду Зимнего солдата, в котором Роджерс позже узнаёт Барнса. Позже Роджерс и Уилсон нападают на хеликэриэры и заменяют их чипы контроллеры, однако Барнс разрушает костюм Уилсона и сражается с Роджерсом на третьем хеликэриэре. Роджерс отбивается от него и заменяет последний чип. Роджерс отказывается сражаться с Барнсом, однако не знающий Стива Барнс избивает Роджерса. Когда корабль сталкивается с Трискелионом, Роджерса выбрасывает в реку Потомак. Барнс, освободившись от чужого контроля над его разумом, спасает Роджерса, и уходит. Позже Барнс посещает свой собственный мемориал на выставке, посвящённой Капитану Америке в Смитсоновском институте.

### Борьба с Гельмутом Земо
В 2016 году бывший солдат спецназа разрушенной Заковии Гельмут Земо устраивает взрыв в Вене, в результате которого погибает король Ваканды Т’Чака. После этого, Земо подставляет Барнса, надевая маску его лица, выставляя Барнса организатором взрыва. Роджерс и Уилсон находят Барнса в Бухаресте и пытаются защитить его от сына Т’Чаки, Т’Чаллы, но всех четверых, включая Т’Чаллу, задерживает полиция и Джеймс Роудс. Пока Барнс находится под стражей, Земо выдаёт себя за психиатра и произносит слова из книги Солдата, активируя программу Зимний солдат у Барнса, и заставляет его рассказать ему о секретном рапорте от 1991 года. Гельмут отправляет Барнса разбираться с Мстителями, а сам в это время сбегает. Роджерс останавливает Барнса и прячет его. Когда Барнс приходит в себя, он объясняет Роджерсу и Уилсону, что Земо организовал взрыв в Вене и хотел найти расположение базы «Гидры» в Сибири, где в анабиозе содержатся другие «Зимние солдаты». Не желая дожидаться разрешения на задержание Земо, Роджерс и Уилсон сбегают и нанимают Ванду Максимофф, Клинта Бартона и Скотта Лэнга для своего дела. Тони Старк собирает команду, состоящую из Романофф, Т’Чаллы, Роудса, Вижна и Питера Паркера, чтобы остановить их. Команда Старка перехватывает команду Роджерса в аэропорту Лейпциг/Галле в Германии, где они сражаются до тех пор, пока Романофф не позволяет Роджерсу и Барнсу сбежать. Роджерс и Барнс отправляются на базу «Гидры» в Сибири. Туда же прибывает Старк и заключает с ними перемирие. Они обнаруживают, что другие суперсолдаты были убиты Земо, который затем появляется и показывает им кадры автомобильной аварии 1991 года, в которой Барнс убивает родителей Старка, когда был Зимним солдатом. Старк, разъярённый тем, что Роджерс скрыл это от него, набрасывается на них обоих, что приводит к интенсивной борьбе, во время которой Старк уничтожает роботизированную руку Барнса, а Роджерс разрушает броню Старка. Роджерс уходит вместе с Барнсом, оставив Старку свой щит. Барнс и Роджерс отправляются в Ваканду, где Баки решает вернуться в анабиоз до тех пор, пока не будет найдено лекарство от программы «Зимний солдат» в его голове.
Некоторое время спустя сестра Т’Чаллы, Шури, вылечивает Барнса от программы «Зимний солдат», а Айо проводит финальное испытание Барнса с помощью слов-триггеров из книги Зимнего солдата. Народ Ваканды даёт Барнсу прозвище «Белый Волк».

### Война бесконечности и воскрешение
В 2018 году, всё ещё живущий в Ваканде Барнс получает вибраниумную руку от Т’Чаллы. Барнс встречает Роджерса, Уилсона, Романофф, Максимофф, Вижна, Роудса и Брюса Бэннера в Ваканде. Он присоединяется к битве против аутрайдеров и становится свидетелем прибытия Тора, Ракеты и Грута. Когда Танос прибывает за Камнем Разума, Барнс атакует Таноса, однако Танос вырубает его с помощью Камня Силы. Танос завершает Перчатку Бесконечности и щёлкает пальцами, в результате чего, Барнс рассыпается в прах.
В 2023 году Барнс восстанавливается в Ваканде и отправляется на разрушенную Базу Мстителей на битву против альтернативной версии Таноса. Затем, Баки присутствует на похоронах Старка и провожает Роджерса, который возвращает Камни Бесконечности и Мьёльнир в их временные линии. Когда Бэннер не может вернуть Роджерса, Барнс замечает Роджерса и отправляет к нему Уилсона. После этого, Баки наблюдает, как пожилой Стив Роджерс передаёт Уилсону свой щит и звание Капитана Америки.

### Партнёрство с Сэмом Уилсоном
В 2024 году Барнс живёт в Бруклине, Нью-Йорк и получает помилование за совершённые им деяния, будучи «Зимним солдатом». Он посещает назначенную правительством терапию, где обсуждает свои попытки загладить вину за время, проведённое в качестве «Зимнего солдата». Ему снятся кошмары о его прошлом, но он не говорит о них со своим психотерапевтом. Она отмечает, что Барнс изолирует себя от своих друзей и игнорирует сообщения от Сэма Уилсона. Барнс говорит ей, что он загладил свою вину, в том числе столкнувшись с бывшим сенатором США, связанным с «Гидрой», которого он помогает привлечь к ответственности. Он также дружит с пожилым японцем по имени Йори, отцом одной из жертв «Зимнего солдата», но не говорит ему об их связи. Йори назначает Барнсу свидание с барменшей по имени Лия, которое быстро заканчивается после того, как она упоминает умершего сына Йори, в результате чего Барнс уходит.
Вскоре Барнс узнаёт, что правительство США назначило Джона Уокера на пост Капитана Америки, и отправляется на базу ВВС США, где выражает своё недовольство Уилсону по поводу передачи щита Роджерса в руки правительства. Барнс присоединяется к Уилсону в выслеживании участников террористической группировки «Разрушители флагов» в Мюнхене, где они перехватывают группу террористов, укравших лекарства, и пытаются спасти предполагаемого заложника, который в конечном итоге оказывается их лидером — Карли Моргенто. «Разрушители флагов», которые впоследствии оказываются суперсолдатами, одолевают Барнса и Уилсона. Уокер и его напарник, Лемар Хоскинс, приходят им на помощь, однако «Разрушители Флагов» сбегают. Уокер просит Барнса и Уилсона присоединиться к нему в оказании помощи Всемирному совету по восстановлению (ВСВ), чтобы подавить продолжающиеся насильственные после-Скачковые действия, однако они отказываются. Путешествуя в Балтимор, Барнс знакомит Уилсона с Исайей Брэдли, американским суперсолдатом-ветераном, с которым Барнс сражался во время Корейской войны, но он отказывается помочь им раскрыть информацию о дополнительных сыворотках суперсолдата из-за его презрения к Барнсу и того, что его заключили в тюрьму и проводили эксперименты в течение тридцати лет. Барнса арестовывают за пропуск назначенных судом сеансов терапии, однако его освобождают, когда вмешивается Уокер. Психотерапевт сажает Уилсона и Барнса рядом с друг другом, и предлагает им высказывать свои мнения. Барнс снова выражает недовольство по поводу передачи щита в руки правительства и упрекает Сэма в том, что если Стив Роджерс ошибся в Сэме, то он ошибся и в Барнсе.

#### Земо и Дора Миладже
Снова отказываясь работать с Уокером, Барнс предлагает, чтобы они навестили Гельмута Земо, находящегося в тюрьме в Берлине, чтобы собрать разведданные, связанные с группировкой «Разрушители флагов». Земо, ссылаясь на свою ненависть к суперсолдатам, соглашается помочь им. Барнс организует тюремный бунт, в результате которого Земо сбегает. Барнс, Земо и Уилсон отправляются в Мадрипур, чтобы найти источник новой сыворотки суперсолдата. В баре Барнс притворяется, что является «Зимним солдатом» и что он подчиняется Земо, и расправляется с многочисленными вооружёнными головорезами. Их доставляют к высокопоставленной преступнице Селби, которая раскрывает, что «Торговец силой» нанял бывшего учёного из «Гидры», доктора Уилфреда Нейгела, чтобы воссоздать сыворотку. Уилсон раскрывает себя, и Селби приказывает своим людям убить их, однако убивают её. Их спасительница, Шэрон Картер, находищаяся в бегах, живёт в Мадрипуре с 2016 года. Она соглашается помочь им после того, как Уилсон предлагает добиться её помилования. Они отправляются в лабораторию Нейгела и сталкиваются с ним. Он рассказывает, что сделал двадцать ампул сыворотки, и что Моргенто украла их. Внезапно, Земо убивает Нейгела, и лабораторию уничтожают охотники за головами. Уилсон, Барнс и Картер сражаются с охотниками за головами, пока Земо не приобретает машину для побега, и они сбегают. Барнс, Земо и Уилсон отправляются в Латвию, и Барнс распознаёт вакандские устройства слежения. Он сталкивается с Айо из «Дора Миладже», которая требует выдать им Земо.
Айо даёт Барнсу восемь часов, чтобы использовать Земо, прежде чем ваканданцы придут за ним, поскольку Земо убил их короля Т’Чаку. Барнс возвращается к Сэму и Земо и сообщает им о вакандцах. Когда Айо и Дора Миладже приходят за Земо, Уокер отказывается отдавать его, и Барнс вмешивается, что заставляет Айо использовать механизм безопасности, который деактивирует его вибраниумную руку.
Карли звонит Саре Уилсон и угрожает ей, что вынуждает Баки и Сэма прийти к ней. Завязывается битва, к которой присоединяется Джон Уокер, принявший сыворотку суперсолдата, и сражается с Карли. Внезапно Карли бьёт Лемара, в результате чего он погибает на руках у Уокера. Джон следует за участником группы «Разрушители флагов» и убивает его щитом. Прибывший Баки с ужасом наблюдает, как прохожие снимают Уокера на телефоны и выкладывают в сеть.

#### Победа над Разрушителями флагов
После этого, Баки и Сэм находят Уокера на старом заводе и требуют, чтобы Уокер отдал им щит. Начинается бой, в результате которого, Сэм и Баки ломают Уокеру левую руку, а затем, Баки отдаёт Сэму щит. Барнс находит Земо в Заковии и передаёт его Дора Миладже. Позже Барнс отправляется в родной город Уилсона в Луизиане. Он помогает Сэму с починкой его семейной лодки, и передаёт Уилсону кейс с новым костюмом от вакандцев. Он знакомится с сестрой Уилсона Сарой и её двумя сыновьями. Починив лодку семьи Уилсонов, Барнс и Уилсон тренируются со щитом и соглашаются оставить прошлое позади и работать вместе. Барнс признаётся, что он был зол, что Уилсон отдал щит Стива, потому что он чувствует, что это его последняя связь с прошлым, и извиняется за то, что не учёл последствий передачи щита тёмнокожему человеку.
Барнс возвращается в Нью-Йорк и сталкивается с Шерон. Затем он сражается с «Разрушителями флагов», а также спасает заложников ВСВ от гибели в результате поджога их машины. Во время боя с Моргенто, Барнс падает с уступа на берег реки. После того, как Уокер и «Разрушители флагов» делают то же самое, Барнс помогает Уокеру подняться, и они присоединяются к Уилсону, носящему новый костюм Капитана Америки, чтобы найти «Разрушителей флагов» после того, как Жорж Батрок помогает им сбежать. Барнс и Уокер устраивают засаду трём из них и наблюдают за тем, как их берут под стражу. После того, как члены ВСВ оказываются в безопасности, Барнс слушает речь Уилсона, а затем уходит с раненой Картер. После этого, он отправляется в квартиру Йори и рассказывает ему правду о том, что он, будучи «Зимним солдатом», убил его сына. Он доставляет заполненный блокнот в кабинет своего психотерапевта и снова видит Лию, однако боясь снова встретиться с разочаровавшимся в Барнсе Йори, отправляется в Луизиану. Там он присоединяется к Уилсону, Саре, её сыновьям и общине для пикника и решает остаться там с Уилсоном.

## Альтернативные версии
Баки Барнс, озвученный Себастианом Стэном появился в первом и втором сезонах анимационного сериала Disney+ «Что, если…?» в виде альтернативных версий самого себя:

### Вторая мировая война и становление Госсекретарём
В альтернативном 1943 году суперсолдатом вместо Стива Роджерса становится Пегги Картер. Подразделение Баки Барнса попадает в плен «Гидры». Капитан Картер, вместе со Стивом Роджерсом, облачённым в доспех «Крушитель „Гидры“» спасают Барнса и его подразделение и затем сражаются с многочисленных сражениях против сил «Гидры». При нападении на поезд «Гидры», Капитан Картер спасает Барнса от падения с поезда, однако при этом Барнс «теряет» Стива, думая что он погиб. Однако позже Барнс находит измученного Стива Роджерса в замке Красного Черепа и сажает обратно в доспех. Вместе они противостоят Красному Черепу, при этом Капитан Картер пропадает в портале, открытым Черепом, а Стив выживает.
После исчезновения Капитана Картер, Баки и Стив продолжают сражаться с «Гидрой», но в 1953 году Стив, как казалось ранее, погибает, но на самом деле попадает под контроль Красной комнаты. Баки доживает до старости и к 2014 году становится Госсекретарём США. Тем временем вернувшаяся Капитан Картер и Чёрная вдова находят на корабле «Лемурианская звезда» Стива в доспехах «Крушитель „Гидры“», и тот пробуждается и отправляется убить Барнса. Картер, Чёрная вдова и Брок Рамлоу защищают его, и Пегги раскрывает тайну личности напавшего. Когда Чёрная вдова уже приготовилась расстрелять Роджерса из самолёта, Барнс встаёт на линии огня, не давая убить своего друга.

### Зомби-эпидемия
В альтернативном 2018 году, Баки Барнс входит в группу выживших, пытающихся найти лекарство от Квантового вируса, превратившего большую часть населения Земли в зомби. Во время путешествия в лагерь «Лихай» в Нью-Джерси, где разрабатывается предполагаемое лекарство, Барнс убивает зомбированного Роджерса и забирает себе его щит. В лагере «Лихай», Барнс обнаруживает измученного Вижном Т’Чаллу и раскрывает мотивы Вижна по сохранению жизни зомбированной Вандой Максимофф. Барнс помогает героям сбежать, и остаётся с Вандой один на один, в результате чего Ванда убивает его.

### Противостояние с Питером Квиллом
В альтернативном 1988 году правительство СССР посылает Зимнего солдата вступить в команду, собранную Пегги Картер и Говардом Старком для его нейтрализации вторгнувшегося на Землю Питера Квилла, которого Опустошители не оставили себе, а доставили Эго. Команде удаётся обезвредить Питера с помощью прибывшего Тора, но позже Питер сбегает, заручившись поддержкой Хоуп ван Дайн. Хэнк Пим, Мар-Велл и Зимний солдат отправляются на его поиски и находят его у могилы матери. Зимний солдат получает от Василия Карпова приказ убить его, но связь перехватывает Говард Старк и, напоминая о Стиве Роджерсе, убеждает этого не делать. После того, как Питер помогает в борьбе против вторгнувшегося на Землю Эго, Зимний солдат покидает команду, но Говард Старк уверен, что в нём что-то изменилось, и Баки всё ещё в нём.

### Аномалия 1602 года
В альтернативном 2018 году Стив Роджерс во время битвы с Таносом в Ваканде случайно задевает Камень времени, и это порождает временную аномалию 1602 года. В ней Баки Барнс является членом банды благородных разбойников, возглавляемых Роджерсом Гудом.

### Гамма-войны
После гибели оригинальных Мстителей Баки входит в команду, собранную Сэмом Уилсоном для борьбы с гамма-монстрами, возглавляемыми Апексом — существом, случайно созданным Брюсом Бэннером в попытках избавиться от Халка. В альтернативном 2024 году Баки находит Брюса Бэннера, чтобы тот помог команде в их борьбе. Как и другие члены команды, Баки использует мех, который после усовершенствования Брюса Бэннера стал способен объединяться с мехами других членов команды в один большой, прозванный «Могучим Мстителем». Неизвестно, избавился ли Баки в этой реальности от кода ГИДРЫ.

### Работа с Красным стражем
В альтернативно 1991 году Алексей Шостаков / Красный страж мешает Зимнему солдату убить Говарда и Марию Старк. Вдвоём они уходят с места происшествия, забирая один флакон сыворотки суперсолдата, и их начинает преследовать Билл Фостер / Голиафом и рейнджер Моралес. Генерад Дрейков приказывает Зимнему солдату устранить Шостакова, но тот игнорирует приказ. Зимний солдат и Красный страж прибывают в Лас Вегас в поисках шпиона по кличке «Ладья» и обнаруживает, что им является Обадайя Стейн, который и предоставил Красной комнате информации о сыворотке, чтобы устранить Старков. Стейн пытается убить их, но Зимний солдат убивает его. Во время противостояния с Биллом Фостером и оперативной группой Красной комнаты выясняется, что общение с Шостаковым избавило Баки от кода Г.И.Д.Р.Ы. Он даёт Шостакову уйти, а когда возвращается в Красную комнату, говорит Дрейкову, что тот умер как герой.

## Реакция
Оуэн Гляйберман из «Entertainment Weekly» заявил, что «Себастиан Стэн подвергает старого приятеля Стива пугающей трансформации», в то время как Джейк Койл из «Associated Press» сказал, что самой большой ошибкой фильма было обращение с персонажем Зимнего солдата Стэна, и что «становится трудно отличить фильмы Marvel друг от друга».
В 2022 году Жаклин Аппельгейт из Comic Book Resources включила Баки Барнса в топ 10 лучших злодеев КВМ на 5 место, когда тот являлся таковым.

### Награды и номинации
| Год  | Награда               | Категория                     | Номинант(ы)                             | Результат | Прим.  |
| ---- | --------------------- | ----------------------------- | --------------------------------------- | --------- | ------ |
| 2015 | MTV Movie & TV Awards | Лучший бой (с Крисом Эвансом) | «Первый мститель: Другая война»         | Номинация | [ 32 ] |
| 2016 | Teen Choice Awards    | Choice Movie: Химия           | «Первый мститель: Противостояние»       | Номинация | [ 33 ] |
| 2017 | Kids’ Choice Awards   | #ОТРЯД                        | «Первый мститель: Противостояние»       | Номинация | [ 34 ] |
| 2021 | MTV Movie & TV Awards | Лучший дуэт                   | Сэм Уилсон (Энтони Маки) и Барнс (Стэн) | Победа    | [ 35 ] |

## Комментарии
1. ↑  Как было упомянуто в сериале «Сокол и Зимний солдат» (2021)
2. ↑  Как показано в фильме «Первый мститель: Противостояние» (2016)
3. ↑  Как показано в сериале «Сокол и Зимний солдат» (2021)
4. ↑  Спасение Барнса полностью изменяет ход событий, учитывая, что в Священной линии времени, из-за падения Барнс стал «Зимним Солдатом», что очень сильно повлияло на события во Вселенной.